# 나카센도

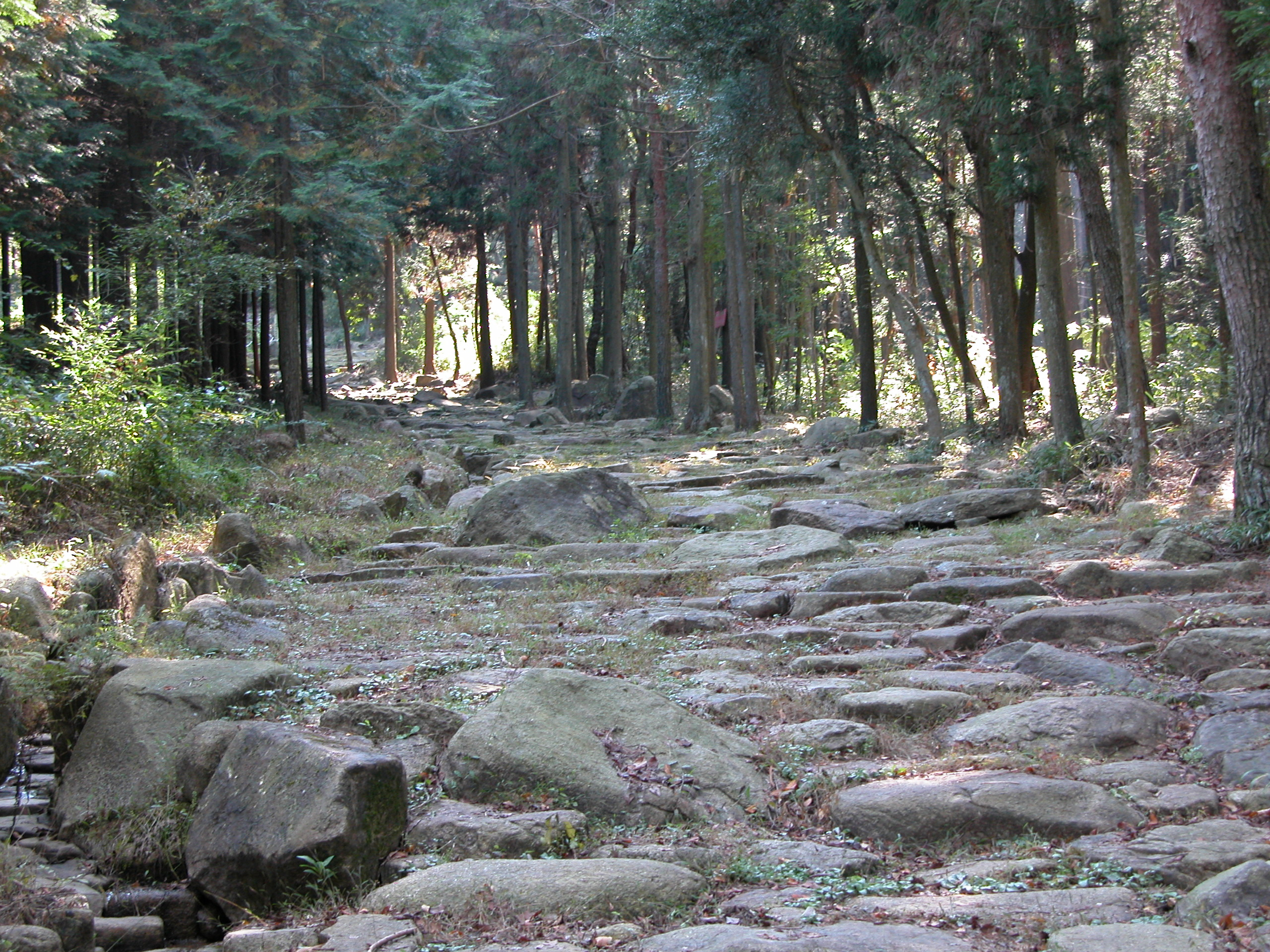
나카센도의 옛 돌길

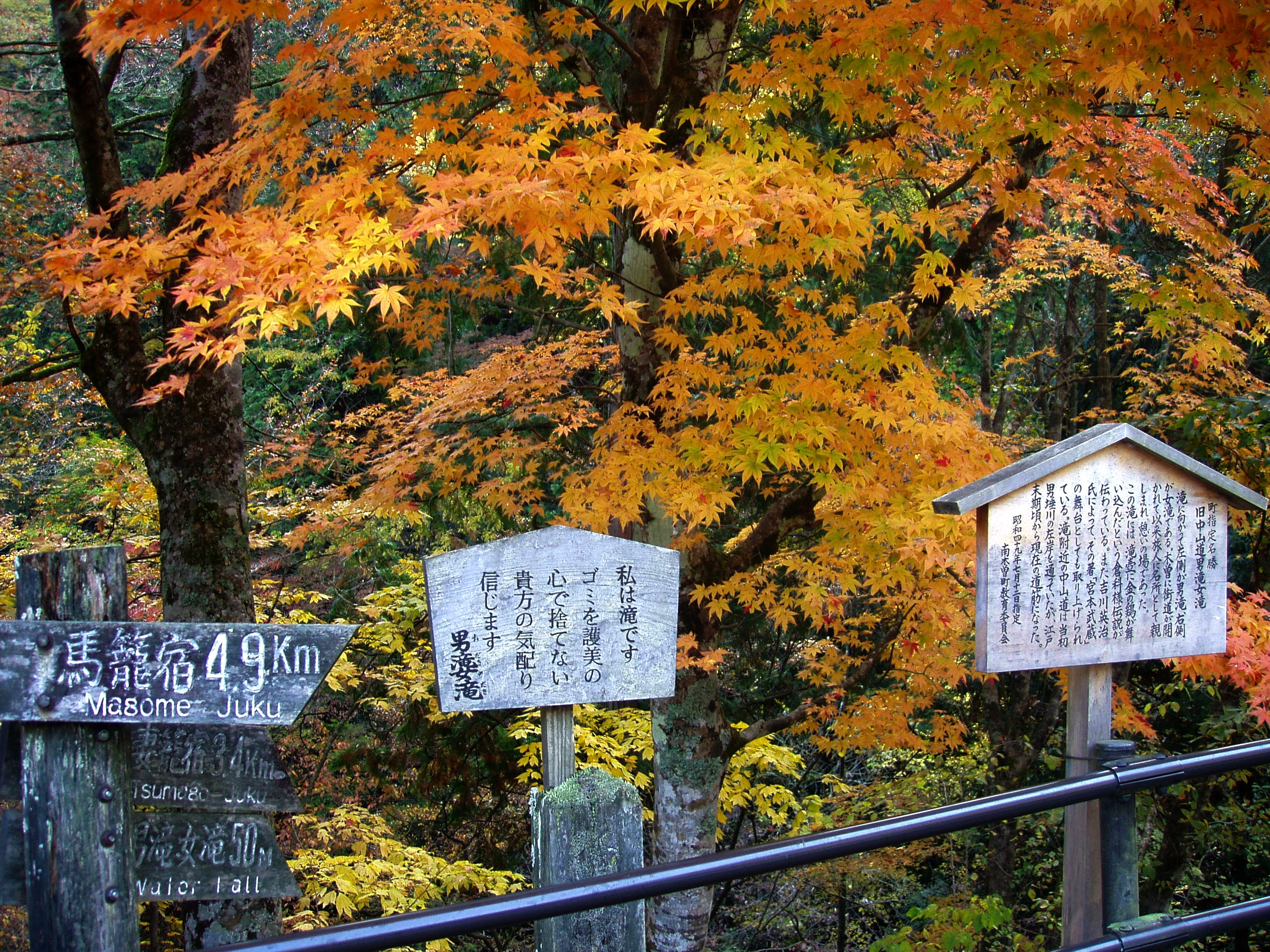
쓰마고주쿠와 마고메주쿠 사이의 나카센도

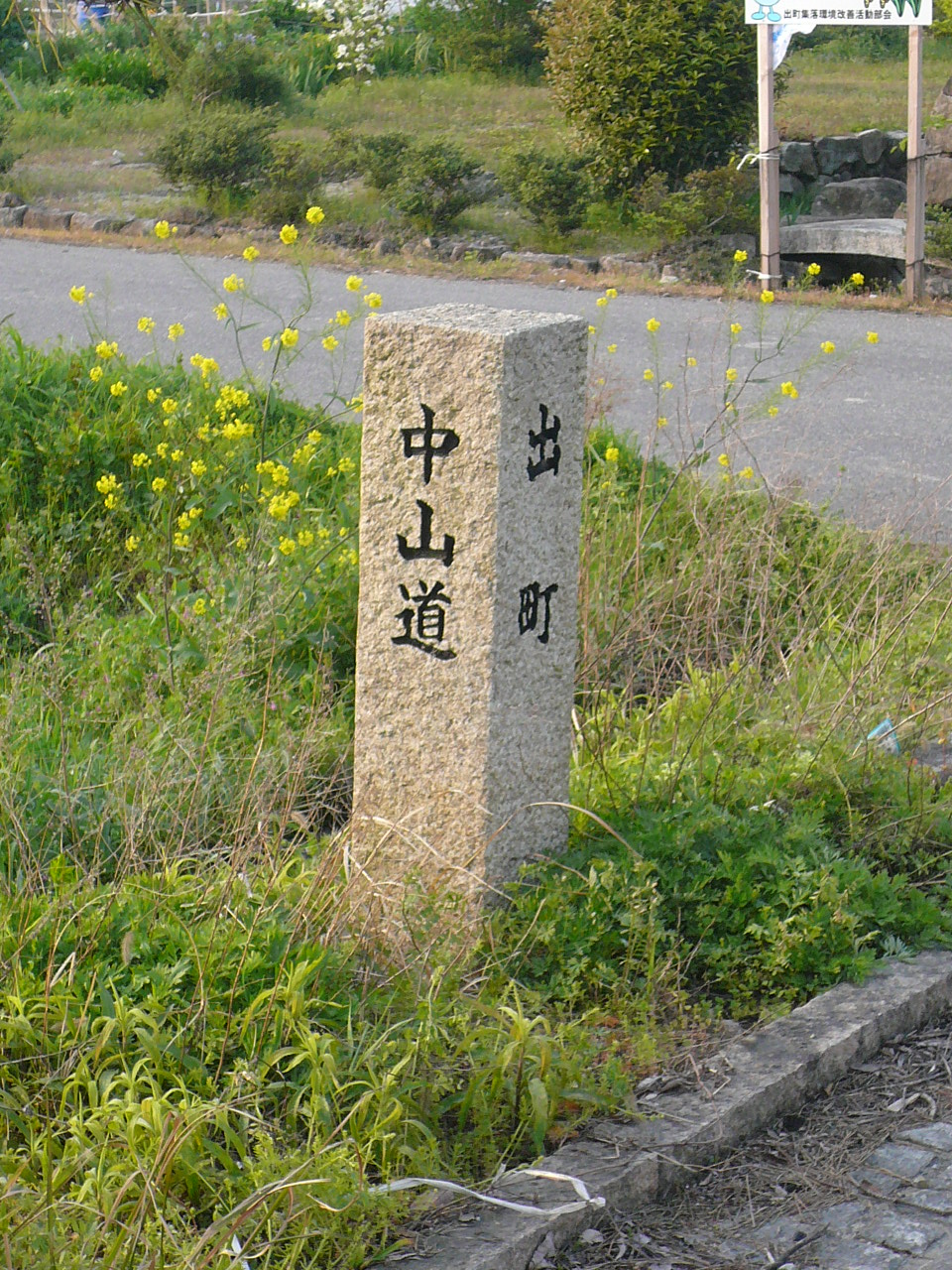
무사주쿠 주변의 이정표

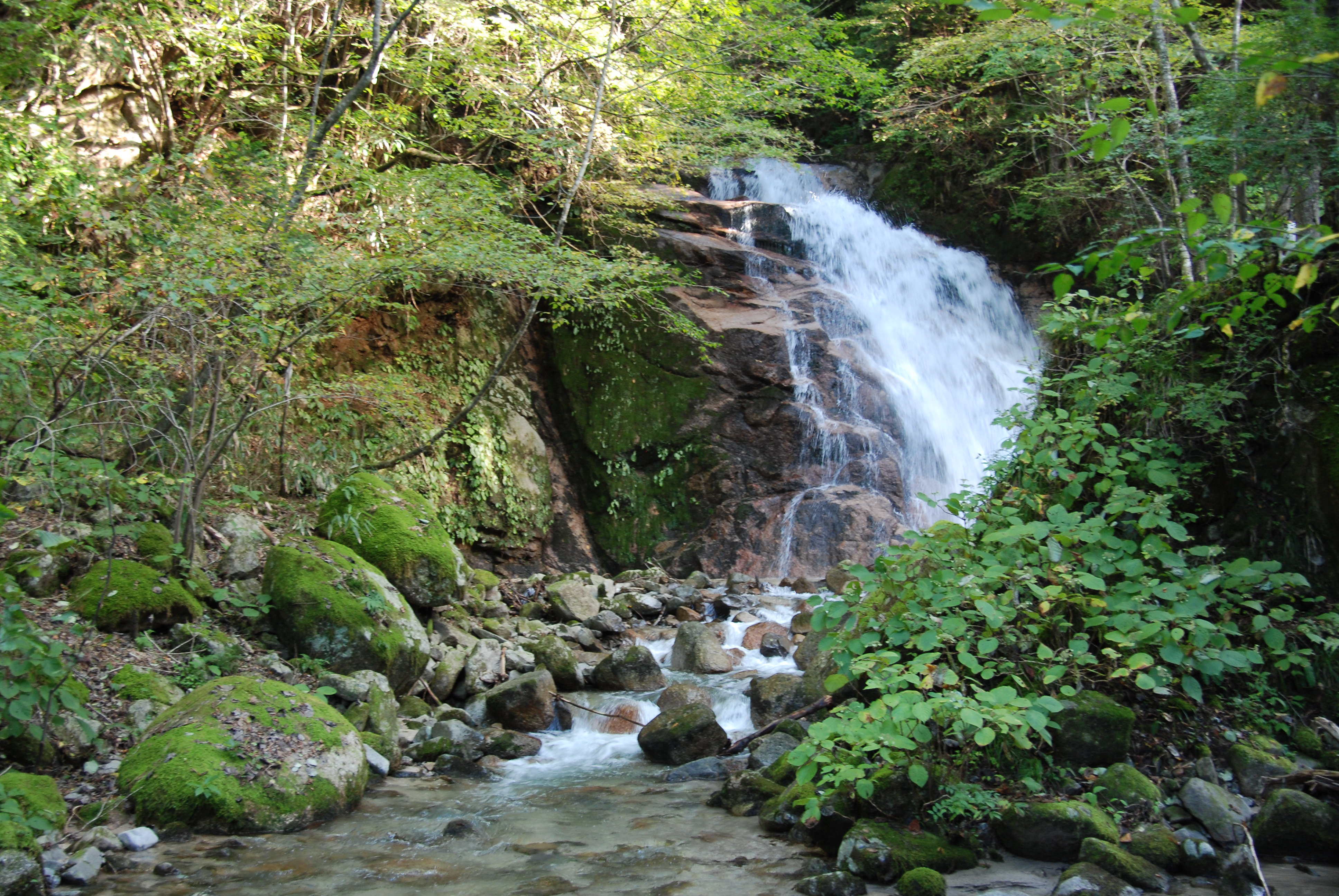
쓰마고주쿠와 마고메주쿠 사이의 오다키 폭포

나카센도(일본어: 中山道) 또는 기소 가도(일본어: 木曾街道)는 에도 시대의 오가도의 하나로, 도카이도와 함께 에도(오늘날의 도쿄)와 교토를 연결하는 도로였다. 에도와 교토 사이에는 69개의 슈쿠바(역참)가 있으며 무사시국, 고즈케국, 시나노국, 미노국, 오미국을 통과한다. 도쿄, 교토와 더불어 나카센도는 오늘날의 사이타마현, 군마현, 나가노현, 기후현, 시가현을 통과하며 총 길이는 약 534km이다.
해안을 지나는 도카이도와 달리, 나카센도는 이름에서 볼 수 있듯이 내륙의 산악지대를 지난다. 나카센도는 잘 만들어진 도로이기 때문에 하이쿠 시인 마쓰오 바쇼를 포함해 많은 사람들이 이 길을 따라 여행했다. 나카센도는 여울을 건널 필요가 없었기 때문에 여성을 비롯해 많은 여행자들이 선호했다.

## 역사
7세기 초에 율령제가 시작될 무렵에 나카센도가 지나는 지역은 도산도에 속했다. 센고쿠 시대에 도산도는 다케다씨(가이 국), 오가사와라씨(시나노 국), 가나모리 씨(히다국), 오다씨(미노 국)의 통치하에 있었다. 도산도와 도카이도를 연결하기 위해 도로 체계가 개발되었다. 이 길은 대체로 오늘날의 국도 52호선, 국도 151호선, 국도 153호선 및 국도 22호선에 해당한다.
에도 시대 초기에 많은 정치적, 문화적 변화가 일어났다. 그들 중 하나가 일본의 옛 도로 체계의 복원이었다. 5가도(고카이도)는 쇼군과 기타 다이묘들이 사용하는 공식적인 도로로 지정되었고 도쿠가와 막부의 지방 지배권 강화를 위한 통신망 역할을 했다. 고카이도의 하나인 나카센도는 쇼군이 지배하는 에도부터 혼슈 중앙의 산지를 통과해 교토까지 연결되었다.
에도 시대 이전에 길은 산도(山道) 또는 도산도(東山道)로 불렸으나 에도 시대에 나카센도로 바뀌었다. 당초에 中山道와 中仙道 등의 한자 표기가 혼용되었으나 1716년에 도쿠가와 막부에 의해 中山道로 통일되었다.
나카센도를 따라 현대적인 개발이 이루어졌으나, 일부는 옛 모습을 간직하고 있고 어떤 곳은 복원이 이루어지기도 했다. 가장 유명한 부분은 나가노 현의 쓰마고주쿠와 기후 현의 마고메주쿠를 연결하는 기소 계곡 부분이다. 이 지역은 20세기 초의 작가 시마자키 도손의 소설 동트기 전에 의해 유명해졌다. 쓰마고주쿠와 마고메주쿠 사이의 8km 부분은 여전히 보행로로서 보존되고 있다. 이 길을 걷는 데는 2~3시간 정도가 소요되며 길을 따라 숲과 폭포를 볼 수 있다.
나카센도의 많은 부분이 예전의 형태로 존재하지 않지만 옛 길을 따라 현대적인 도로가 정비되어 있다. 이들은 다음과 같다.
- 국도 17호선 : 도쿄 - 다카사키시(군마 현)
- 국도 18호선 : 다카사키 시 - 가루이자와정(나가노 현)
- 국도 142호선 : 사쿠시 - 시모스와정(나가노 현)
- 국도 20호선 : 시모스와 시 - 시오지리시(나가노 현)
- 국도 19호선 : 시오지리 시 - 에나시(기후 현)
- 국도 21호선 : 미타케정(기후 현) - 마이바라시(시가 현)
- 국도 8호선 : 마이바라 시 - 구사쓰시(시가 현)
- 국도 1호선 : 구사쓰 시 - 교토 시

또한 나카센도를 따라 나있는 철로로는 다카사키 선, 신에쓰 본선, 주오 본선, 다이타선, 도카이도 본선이 있다.

## 같이 보기
- 고카이도
  - 도카이도
  - 고슈 가도
  - 오슈 가도
  - 닛코 가도